# Begonia riedelii
Espèce
Synonymes
- Begonia riedelii var. latifolia Brade[1]

Begonia riedelii est une espèce de plantes de la famille des Begoniaceae. Ce bégonia est originaire du Brésil. L'espèce fait partie de la section Pritzelia. Elle a été décrite en 1859 par Alphonse Pyrame de Candolle (1806-1893). L'épithète spécifique est un hommage à Ludwig Riedel (1790-1861), botaniste allemand qui a récolté en Amérique du Sud et occupé un poste au musée national du Brésil.  

## Répartition géographique
Cette espèce est originaire du pays suivant : Brésil.

## Liste des variétés
Selon Tropicos (23 février 2017) :
- variété Begonia riedelii var. latifolia Brade